# Келли, Алида
Али́да Ке́лли (итал. Alida Chelli), настоящее имя Али́да Рустике́лли (итал. Alida Rustichelli; 23 октября 1943, Карпи, Королевство Италия — 14 декабря 2012, Рим, Италия) — итальянская актриса, певица и телеведущая; дочь композитора Карло Рустикелли и супруга актёра Вальтера Кьяри.
Записала восемь музыкальных дисков. Играла характерные роли в музыкальных и эротических комедиях на сцене театра и в кино. Снималась в телесериалах и работала ведущей на телевидении.

## Биография

### Личная жизнь
Родилась 23 октября 1943 года в Карпи. Дочь композитора Карло Рустикелли. Сестра композитора и пианиста Паоло Рустикелли. В 1969—1972 годах состояла в браке с актёром и телеведущим Вальтером Кьяри (настоящее имя Вальтер Анниккьярико), от которого в 1970 году родила единственного ребёнка — сына Симоне Анниккьярико, ставшего известным телеведущим. После развода сочеталась вторым браком с графом Риккардо Рокки-Агуста. Этот брак также распался. Несколько лет прожила в гражданском браке с композитором и телеведущим Пиппо Баудо. Они разошлись в 1985 году, но остались друзьями. По воспоминаниям Баудо, Келли была хорошей матерью и всецело посвящала себя заботам о сыне. Несмотря на весёлые роли в кино, в жизни она была интровертом, очень застенчивым человеком. Одна из самых красивых итальянских актрис, Келли считала себя уродиной. Умерла после шестилетней болезни от рака в больнице Святого Евгения в Риме 14 декабря 2012 года.

### Карьера
Дебютировала на большом экране в 1959 году в фильме Пьетро Джерми «Проклятая путаница» (1959), исполнив песню «Sinnò me moro» за кадром. Песня была написана её отцом. В том же году Келли записала свой первый сорокапятиминутный альбом «Se è vero amore». Всего у неё вышли восемь альбомов, в том числе с песнями её отца. Красивые голос и внешность помогли ей начать карьеру актрисы на сцене и в кино. Карьеру в театре начала в 1961 году. Играла в постановках режиссёров Де Филиппо, Энрикеса, Д’Анцы, Гаринеи—Джованнини.
Среди фильмов с участием Келли комедии «Разиня» (1965) французского режиссёра Жерара Ури и «Когда я говорю, что я люблю тебя» (1967) режиссёра Джорджо Бьянки. Всего актриса снялась в восемнадцати развлекательных шоу, сериалах и фильмах ведущих итальянских телеканалов. Партнёрами Келли на экране были певцы и актёры Дорелли, Модуньо и Монтезано. С начала 1970-х годов снималась редко, полностью посвятив себя театру, эстраде и телевидению. В 1980-х годах большой популярностью у зрителей пользовались телевизионные шоу с участием актрисы «Подумаем об этом в понедельник» и «Джи Би шоу».

### Фильмография

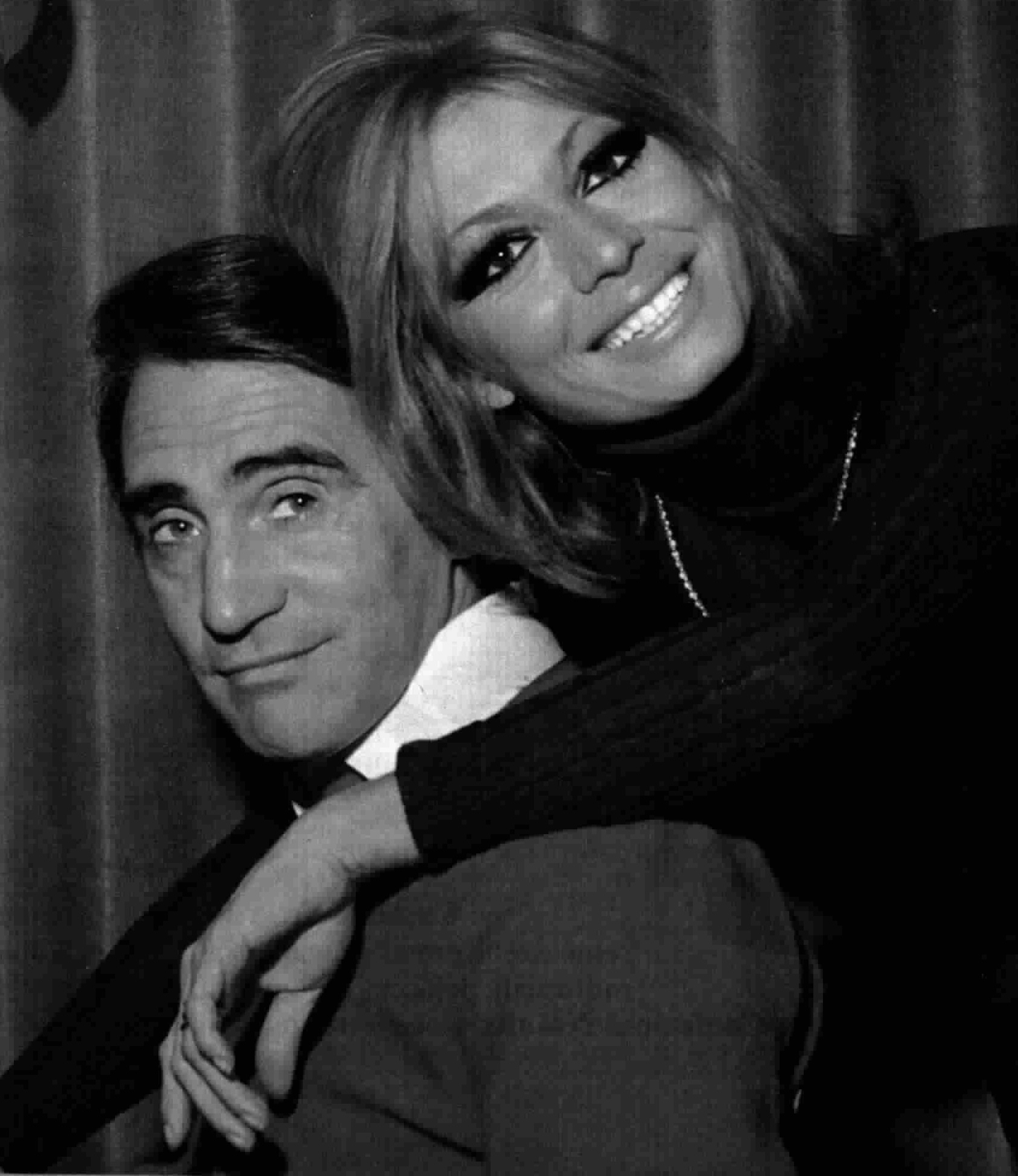
С первым мужем Вальтером Кьяри в 1969 году

| Год       | Фильм                                                                                      | Режиссёр           | Участие                                                                              |
| --------- | ------------------------------------------------------------------------------------------ | ------------------ | ------------------------------------------------------------------------------------ |
| 1959      | «Проклятая путаница» (итал. Un maledetto imbroglio)                                        | Пьетро Джерми      | певица (саундтрек «Sinnò me moro»)                                                   |
| 1961      | «Джало-клуб. Приглашение в полицию» (итал. Giallo club. Invito al poliziesco) эпизод 5     | Гульельмо Моранди  | актриса                                                                              |
| 1961      | «Непостоянный» (итал. Volubile)                                                            | Стефано Де Стефани | актриса                                                                              |
| 1965      | «Разиня» (фр. Le corniaud)                                                                 | Жерар Ури          | актриса (маникюрша Джина)                                                            |
| 1965      | «Вверх и вниз» (итал. Su e giù)                                                            | Мино Гверрини      | актриса (девушка)                                                                    |
| 1966      | «Странная компания» (англ. They're a Weird Mob)                                            | Майкл Пауэлл       | актриса (Джулиана)                                                                   |
| 1967      | «Бриллианты, которые никто не хотел воровать» (итал. I diamanti che nessuno voleva rubare) | Джино Манджини     | певица (саундтрек «Isili»)                                                           |
| 1967      | «Когда я говорю, что я люблю тебя» (итал. Quando dico che ti amo)                          | Джорджо Бьянки     | актриса (Сандра)                                                                     |
| 1967      | «Человек идеального выстрела» (итал. L’uomo del colpo perfetto)                            | Альдо Флорио       | актриса (Улла Хельгер)                                                               |
| 1968      | «… от врагов я смотрю на себя!» (итал. ...dai nemici mi guardo io!)                        | Марио Амендола     | актриса (Хуана)                                                                      |
| 1969      | «Медицинский персонал» (итал. Gli infermieri della mutua)                                  | Джузеппе Орландини | актриса (Роззелла)                                                                   |
| 1969      | «Геминиус» (итал. Geminus) эпизоды 2—6                                                     | Лучано Эммер       | актриса (Катерина Мальфатти), певица (саундтреки «E Grande 'Sta Città», «Beat Boat») |
| 1973      | «Доктор Карайбес» (фр. Docteur Caraïbes) эпизод 1                                          | Жан-Пьер Декур     | актриса (Кармелла)                                                                   |
| 1978      | «Ругантино» (итал. Rugantino)                                                              | Джино Ланди        | актриса (Розетта)                                                                    |
| 1981      | «Спагетти в полночь» (итал. Spaghetti a mezzanotte)                                        | Серджо Мартино     | актриса (Эльвира)                                                                    |
| 1992      | «Дом, милый дом» (итал. Casa dolce casa)                                                   | Беппе Реккья       | актриса (София)                                                                      |
| Источник: |                                                                                            |                    |                                                                                      |

### Дискография
- 1959 — Sinnò me moro / Sospetto (RCA Italiana[итал.]* № 0943);
- 1960 — La dedico a te / Giorni e giorni (RCA Italiana № 1104);
- 1961 — Dalla mia finestra sul cortile / Indovina indovina (RCA Italiana № 1161);
- 1969 — È grande 'sta città / Beat boat (RCA Original Cast[итал.] OC 12);
- 1981 — Son geloso / So' gelosa (Lupus LUN 4913);
- 1983 — Nun ce pensà / Quanno arriva na cert’ora (Polydor Records 810 828-7);
- 1984 — Doppio senso doppio amore / Sinnò me moro (Cinevox[итал.] SC 1174);
- 1985 — Che strana, però, Roma di sera / Ma chi ti credi d’esse (Cinevox SC 1184)[7].